# 1957年のスポーツ
1957年のスポーツ（1957ねんのスポーツ）では、1957年（昭和32年）のスポーツ関連の出来事についてまとめる。

## できごと
- 2月14日 - 内閣総理大臣の諮問機関として、スポーツ振興審議会の設置決まる
- 2月26日 - プロ野球・パシフィック・リーグの高橋ユニオンズと大映スターズが吸収合併。「大映ユニオンズ」として出場。
- 3月3日 - 第1回全日本実業団対抗駅伝競走大会が三重県で開催
- 3月7日 - 第24回世界卓球選手権大会開幕、日本は7種目中5種目で優勝
- 7月6日 - テニス・ウィンブルドン選手権で、黒人選手として初めて、アメリカのアリシア・ギブソンが優勝する
- 7月8日 - 閣議で国民体育大会の開催方針（毎年開催、開催地都道府県持ち回り）決定
- 7月15日 - 国鉄スワローズの金田正一、2000奪三振の日本新記録達成
- 7月16日 - 世界初の全コース夜間照明ゴルフコース、砧ゴルフ場完成
- 8月31日 - 国際学生スポーツ週間、パリで開幕、次回よりユニバーシアードと改称
- 9月14日 - 日本大学の石本隆、100メートルバタフライ1分1秒0の世界新記録樹立
- 10月4日 - 閣議で「国民体育デー」の設置決定
- 10月4日 - 閣議で1964年夏季オリンピックの東京招致を申し合わせ
- 11月24日 - プロ野球・パシフィック・リーグの大映ユニオンズが毎日オリオンズと再合併し「大映毎日（大毎）オリオンズ」となる
- 12月7日 - 長嶋茂雄が読売ジャイアンツに入団決定

## 総合競技大会
- 第4回学生スポーツ週間冬季大会（西ドイツ・オーバーアマガウ・2月19日～24日）
- 第8回国際ろう者競技大会（イタリア・ミラノ・8月25日～30日）
- 第5回国際学生スポーツ週間（パリ・8月31日～9月8日） - 日本の獲得メダル：金0、銀0、銅1
- 第12回国民体育大会（静岡国体）（冬季スケート - 栃木県・1月24日～27日、冬季スキー - 兵庫県・2月14日～18日、夏季 - 静岡県・9月22日～25日、秋季 - 静岡県・10月26日～30日） - 初めて炬火リレーが行われる
天皇杯順位：優勝 静岡県、第2位 東京都、第3位 大阪府
皇后杯順位：優勝 東京都、第2位 大阪府、第3位 静岡県

## アイスホッケー
- スタンレーカップ決勝（1956-1957シーズン）
モントリオール・カナディアンズ （4勝1敗） ボストン・ブルーインズ

## アメリカンフットボール
- NFLチャンピオンシップゲーム
デトロイト・ライオンズ（西） 59-14 クリーブランド・ブラウンズ（東）

## 大相撲
この年から11月の九州場所が本場所に昇格する。
- 初場所（蔵前国技館・1月13日～27日）
幕内最高優勝 : 千代の山雅信（15戦全勝,6回目）
十両優勝 : 及川太郎（13勝2敗）
- 春場所（大阪府立体育館・3月10日～24日）
幕内最高優勝 : 朝汐太郎（13勝2敗,2回目）
十両優勝 : 房錦勝比古（13勝2敗）
- 夏場所（蔵前国技館・5月19日～6月2日）
幕内最高優勝 : 安念山治（13勝2敗,初）
十両優勝 : 及川太郎（13勝2敗）
- 秋場所（蔵前国技館・9月15日～29日）
幕内最高優勝 : 栃錦清隆(13勝2敗,6回目）
十両優勝 : 愛宕山武司（13勝2敗）
- 九州場所（福岡スポーツセンター・11月10日～24日）
幕内最高優勝 :玉乃海太三郎（15戦全勝,初）
十両優勝 : 佐賀光健司（13勝2敗）

## ゴルフ

### 世界4大大会（男子）
- マスターズ優勝者：ダグ・フォード（アメリカ）
- 全米オープン優勝者：ディック・メイヤー（アメリカ）
- 全英オープン優勝者：ボビー・ロック（南アフリカ）
- 全米プロゴルフ優勝者：ライオネル・ヘバート（アメリカ）

全米プロゴルフ選手権は、この年までマッチプレー方式の勝ち抜き戦だった。翌年から現在のようなストローク・プレー方式になる。

## サッカー
- 第37回天皇杯全日本サッカー選手権大会（5月3日～9日）
決勝：中大クラブ 2-1 東洋工業

## 自転車競技

### ロードレース
- 第40回ジロ・デ・イタリア
総合優勝：ガストネ・ネンチーニ（イタリア）
- 第44回ツール・ド・フランス
総合優勝：ジャック・アンクティル（フランス）

## テニス

### グランドスラム
- 全豪選手権　男子単優勝：アシュレー・クーパー（オーストラリア）、女子単優勝：シャーリー・フライ（アメリカ）
- 全仏選手権　男子単優勝：スベン・デビッドソン（スウェーデン）、女子単優勝：シャーリー・ブルーマー（イギリス）
- ウィンブルドン　男子単優勝：ルー・ホード（オーストラリア）、女子単優勝：アリシア・ギブソン（アメリカ）
- 全米選手権　男子単優勝：マルコム・アンダーソン（オーストラリア）、女子単優勝：アリシア・ギブソン（アメリカ）

## バスケットボール
- NBAファイナル（1956-1957シーズン）
ボストン・セルティックス（東） （4勝3敗） セントルイス・ホークス（西）

## 誕生
- 1月6日 - ナンシー・ロペス（アメリカ、ゴルフ）
- 1月12日 - 若嶋津六夫（鹿児島県、相撲）
- 1月13日 - マーク・オメーラ（アメリカ、ゴルフ）
- 1月24日 - 金森栄治（石川県、野球）
- 1月28日 - ニック・プライス（ジンバブエ、ゴルフ）
- 1月30日 - ペイン・スチュワート（アメリカ、ゴルフ、+1999年）
- 2月9日 - ラモス瑠偉（ブラジル→日本、サッカー）
- 2月27日 - ロバート・ド・キャステラ（オーストラリア、マラソン）
- 3月10日 - 鹿取義隆（高知県、野球）
- 3月13日 - 高橋慶彦（東京都、野球）
- 3月25日 - 的場均（北海道、競馬）
- 4月8日 - 太田章（秋田県、レスリング）
- 4月9日 - セベ・バレステロス（スペイン、ゴルフ）
- 4月21日 - ジェシー・オロスコ（アメリカ、野球）
- 4月25日 - 李国秀（神奈川県、サッカー）
- 4月26日 - 琴風豪規（三重県、相撲）
- 4月26日 - ゲルト・エンゲルス（ドイツ、サッカー）
- 5月16日 - ジョーン・ベノイト（アメリカ、マラソン）
- 5月19日 - ビル・レインビア（アメリカ、バスケットボール）
- 5月22日 - 森末慎二（岡山県、体操競技）
- 6月1日 - 山下泰裕（熊本県、柔道）
- 6月4日 - トニー・ペーニャ（ドミニカ共和国、野球）
- 6月4日 - ジョン・トレーシー（アイルランド、マラソン）
- 6月22日 - 福井烈（福岡県、テニス）
- 7月2日 - ブレット・ハート（カナダ、プロレス）
- 7月12日 - 北別府学（鹿児島県、野球）
- 7月16日 - 篠塚和典（千葉県、野球）
- 7月18日 - ニック・ファルド（イギリス、ゴルフ）
- 7月19日 - ジュマ・イカンガー（タンザニア、マラソン）
- 8月7日 - 尾花髙夫（和歌山県、野球）
- 8月7日 - アレクサンドル・ディチャーチン（ロシア、体操競技）
- 8月9日 - 水上善雄（神奈川県、野球）
- 8月20日 - 柴田保光（福岡県、野球）
- 8月21日 - 竹葉山真邦（福岡県、相撲）
- 8月27日 - ベルンハルト・ランガー（ドイツ、ゴルフ）
- 9月11日 - プレーベン・エルケーア・ラルセン（デンマーク、サッカー）
- 9月12日 - ホーク・ウォリアー（アメリカ、プロレス、+2003年）
- 9月26日 - ハーフナー・ディド（オランダ→日本、サッカー）
- 10月15日 - 杉本公雄（千葉県、バレーボール）
- 10月18日 - 山本和範（福岡県、野球）
- 10月25日 - 大仁田厚（長崎県、プロレス）
- 10月27日 - グレン・ホドル（イングランド、サッカー）
- 10月30日 - ジャッキー佐藤（神奈川県、プロレス、+1999年）
- 11月3日 - 中谷明彦（東京都、レーシングドライバー）
- 11月4日 - アレクサンドル・トカチェフ（ロシア、体操競技）
- 11月16日 - 富山英明（茨城県、レスリング）
- 11月21日 - 田嶋幸三（熊本県、サッカー）
- 11月25日 - 岡田彰布（大阪府、野球）
- 11月27日 - 佐山聡（山口県、格闘家）
- 11月28日 - 松木安太郎（東京都、サッカー）
- 11月30日 - 丸山由美（東京都、バレーボール）
- 12月19日 - ケビン・マクヘイル（アメリカ、バスケットボール）
- 12月20日 - 新宅雅也（広島県、マラソン）

## 死去
- 1月12日 - ビクトル・スタルヒン（ロシア→日本、野球、*1916年）
- 1月20日 - ジェームズ・コノリー（アメリカ、陸上競技、*1868年）
- 2月18日 - モリス・ガラン（フランス、自転車競技、*1871年）
- 6月10日 - ワルター・ヤコブソン（フィンランド、フィギュアスケート、*1882年）
- 6月13日 - アービング・バクスター（アメリカ、陸上競技、*1876年）
- 9月1日 - 鈴鹿栄（京都府、野球、*1888年）
- 10月2日 - ルイジ・ガンナ（イタリア、自転車競技、*1883年）
- 11月2日 - ジェームズ・メレディス（アメリカ、陸上競技、*1891年）
- 12月10日 - モーリス・マクローリン（アメリカ、テニス、*1890年）